# Dobřenec
Dobřenec (německy Dobrenz) je malá vesnice, část města Mašťov v okrese Chomutov. Nachází se asi 3 km na jihozápad od Mašťova. Dobřenec je také název katastrálního území o rozloze 4,91 km². V jižní části katastrálního území stávala malá vesnice Emanuelův Dvůr, která zanikla v sedmdesátých letech dvacátého století vysídlením.

## Název
Název vesnice je zdrobněním odvozen z osobního jména Dobřeň, což také pravděpodobně byla původní varianta názvu osady. V historických pramenech se jméno vyskytuje ve tvarech: de Dobrsenz (1281), in Dobrzienczi (1401), in Dobrzinczi (1455), ve vsi Dobrzeny (1542), w Dobrženczy (1545), Doberencz (1593), Dobrzenicz (1615), Dobrentz (1654) nebo Dobrenz (1787).

## Historie

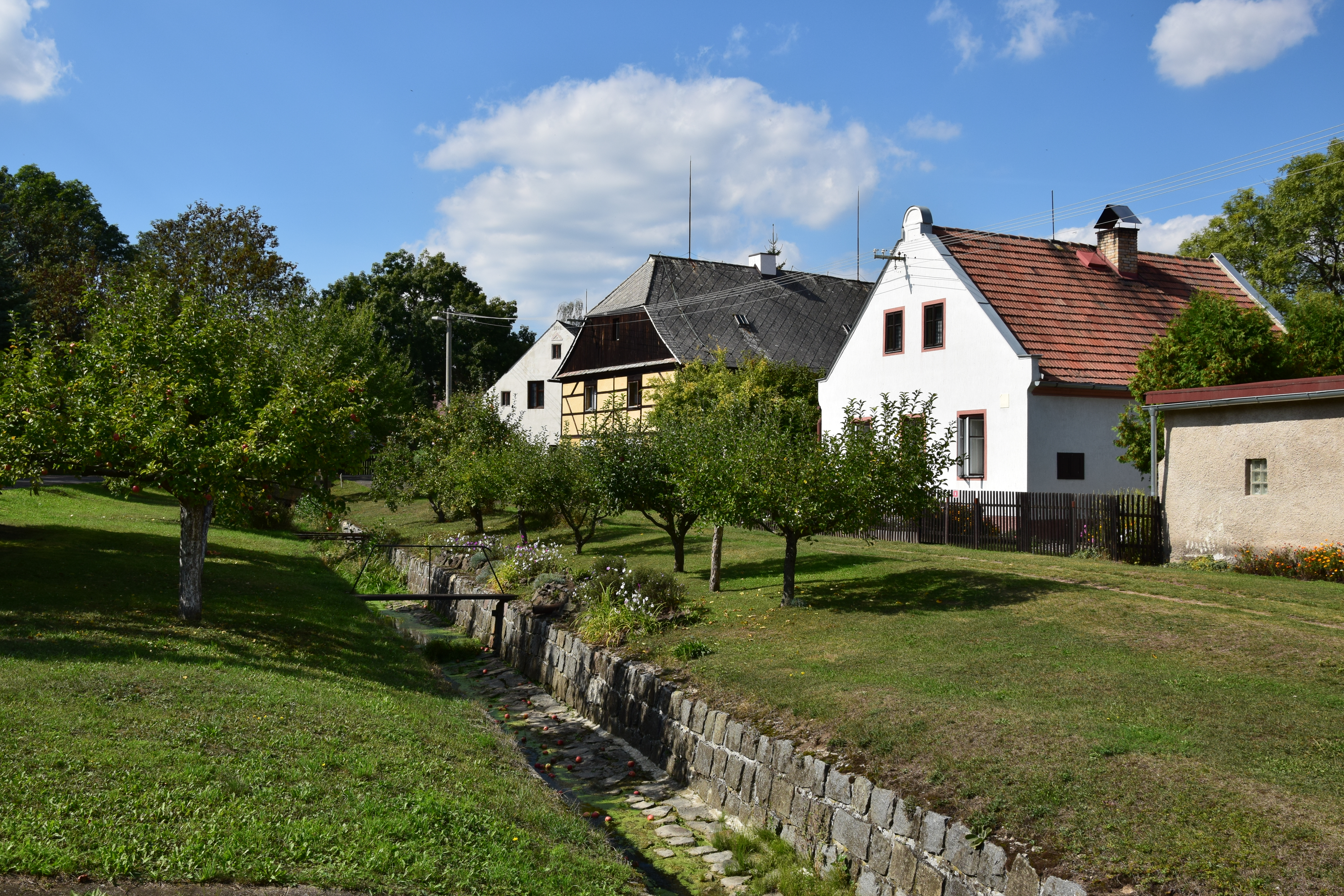
Náves s korytem Dobřeneckého potoka

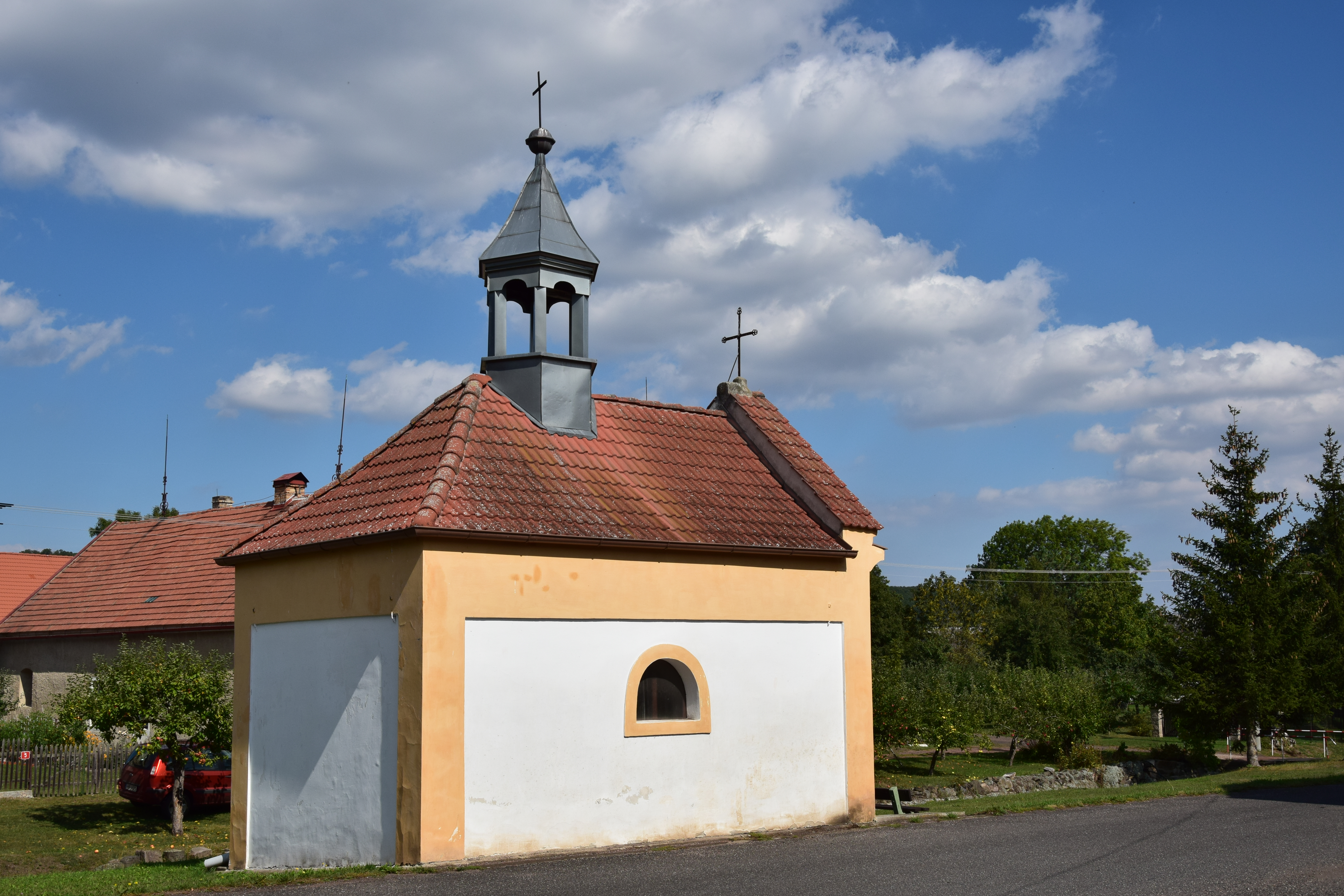
Kaple Nejsvětější Trojice

První písemná zmínka o vesnici pochází z roku 1281 a zmiňuje ji jako sídlo Předoty z Dobřence (Pyrsedote de Dobrsenz). Do šestnáctého století vesnice patřila k mašťovskému panství, poté do sedmnáctého století k Doupovu a Neprobylicím. Podle berní ruly z roku 1654 žili ve vesnici po třicetileté válce jen čtyři sedláci a devět chalupníků, kteří obdělávali padesát strychů půdy a dalších osmdesát zůstávalo ladem. Měli celkem dvacet potahů a chovali jedenáct krav, 24 jalovic, třináct ovcí, 24 prasat a jedenáct koz. O sto let později zde kromě zemědělců pracovali také kovář, hrnčíř a mlynář v pronajatém panském mlýně. Ve čtyřicátých letech devatenáctého století měla vesnice 139 obyvatel, byla v ní hospoda a kaple Nejsvětější Trojice na návsi. Patřila také k významným producentům medu. Od roku 1732 Dobřenec tvořil součást krásnodvorského panství, u kterého zůstal až do zrušení patrimoniální správy.
Po skončení druhé světové války byla většina obyvatel vystěhována a vesnici se nepovedlo dosídlit ani na polovinu předválečného stavu. Pokles počtu obyvatel pokračoval po zřízení vojenského újezdu Hradiště. Přestože byla ve vesnici postavena nová drůbežárna, kravín a mechanizační stanice zemědělské techniky, nedařilo se přilákat obyvatele ani výstavbou čtyř nových obytných domů. Život ve vesnici totiž znepříjemňovaly časté průjezdy zemědělských strojů a vojenské techniky, ale také nedostatek služeb. V roce 1969 zde fungoval jen kiosek s občerstvením a jídelna státního statku. Prodej běžného zboží zajišťovala pojízdná prodejna, která přijížděla jen dvakrát týdně.

## Jalový Dvůr
K Dobřenci patřil také Jalový Dvůr (Galdenhof) zmiňovaný již v roce 1455, jehož zříceniny se nachází necelý jeden kilometr na severovýchod od vesnice (již v katastrálním území Sedlec u Radonic). Kromě vlastního hospodářského dvora zde stál další obytný dům a v roce 1930 v nich žilo celkem deset lidí.

## Přírodní poměry
Jižně od vesnice protéká potok Leska, jehož voda částečně napájí Dobřenecký rybník. Rybník poskytuje útočiště bohaté populaci obojživelníků (kuňka obecná, skokan ostronosý) a řadě ptačích druhů. Z nich se vyskytují hýl rudý, moták pochop, rákosník velký, orlovec říční, potápka černokrká a bukač velký.

## Obyvatelstvo
Při sčítání lidu v roce 1921 zde žilo 147 obyvatel (z toho 69 mužů), kteří byli kromě dvou cizinců německé národnosti a všichni patřili k římskokatolické církvi. Podle sčítání lidu z roku 1930 měla vesnice 146 obyvatel německé národnosti a římskokatolického vyznání.
|                                                                       | 1869 | 1880 | 1890 | 1900 | 1910 | 1921 | 1930 | 1950 | 1961 | 1970 | 1980 | 1991 | 2001 | 2011 | 2021 |
| --------------------------------------------------------------------- | ---- | ---- | ---- | ---- | ---- | ---- | ---- | ---- | ---- | ---- | ---- | ---- | ---- | ---- | ---- |
| Obyvatelé                                                             | 247  | 314  | 247  | 204  | 206  | 239  | 253  | 76   | 70   | 48   | 32   | 6    | 12   | 19   | 11   |
| Domy                                                                  | 38   | 40   | 40   | 40   | 40   | 39   | 40   | 43   | —    | 13   | 10   | 17   | 20   | 19   | 18   |
| Počet domů z roku 1961 je zahrnut v celkovém počtu domů města Mašťov. |      |      |      |      |      |      |      |      |      |      |      |      |      |      |      |

## Obecní správa
Od roku 1850 patřil Dobřenec jako samostatná obec do doupovského okresu, ale o osmnáct let později byl převeden do okresu Kadaň. Jako místní část k němu patřil Emanuelův Dvůr a od roku 1869 také Konice. V padesátých letech dvacátého století obec ztratila samosprávu a stala se místní částí Kadaňského Rohozce a od roku 1961 patří k Mašťovu.

## Pamětihodnosti
Dobřenec patří k malému počtu vesnic v oblasti Doupovských hor, které se dochovaly, i přes demolici zástavby na jižní straně návsi, v relativně nenarušené podobě. Jádrem vsi je protáhlá trojúhelníková náves, jejíž západní stranu uzavíral druhotně rozparcelovaný hospodářský dvůr (čp. 1, 19 a 24). Rozděleny byly také některé usedlosti na severní straně návsi. Drobnější chalupnická zástavba zaujala parcely podél cest na východním i západním konci vesnice.
Nejstaršími domy se zděným přízemím a hrázděným patrem jsou usedlosti čp. 11 a 23. Mladší zděná zástavba pochází ze druhé poloviny devatenáctého století a první třetiny dvacátého století. Z ní vyniká dům čp. 6 s eklektickou výzdobou štítového průčelí. Hmotový rozsah a částečně i střídmé fasády se dochovaly na domech čp. 4, 5, 17, 25, 26 a 27. U některých usedlostí se zachovaly hospodářské stavby postavené z místního čediče a výjimečně i pilířové stodoly.
Na návsi stojí kaple Nejsvětější Trojice s obdélníkovým půdorysem, barokním portálem a věžičkou vybíhající z hřebenu střechy.